# Кертес, Андре
А́ндре Ке́ртеc, Андре Кертеш (венг. André Kertész, настоящее имя А́ндор Ке́ртеc (венг. Kertész Andor), 2 июля 1894, Будапешт, Австро-Венгрия — 28 сентября 1985, Нью-Йорк) — венгерский, французский и американский фотохудожник, один из крупнейших мастеров мировой фотографии.

## Биография
Родился средним из трёх сыновей в еврейской семье. Его отец, книготорговец Липот Кон (1842—1909), сменил фамилию на Кертес в период политики активной мадьяризации невенгерских меньшинств в Австро-Венгерской империи, умер в 1909 году от скоротечной чахотки; мать — Эрнестина Хофман (1863—1933) — владела коферазвесочной лавкой на площади Телеки. После смерти отца в значительной степени воспитывался братом матери в его деревенском доме в Сигетбече, на средства дяди окончил в 1912 г. коммерческое училище. После обучения работал в будапештской фондовой бирже. В 1913 году у него появилась первая камера — «Ика». Участвовал в Первой мировой войне, был ранен (1915). В послевоенные годы работал на бирже, пробовал профессионально заниматься сельским хозяйством и пчеловодством. В 1918 году все наработанные негативы были уничтожены, после чего Кертес принял решение вернуться на фондовый рынок.
В 1925 поселился в Париже; чтобы заработать денег, Андре продавал отпечатки по 25 франков за одну штуку. В это же время он начал свое сотрудничество с изданиями Frankfurter Illustrierte, Berliner Illustrirte, Nationale de Fiorenza, Sourire, Uhu и Times. Сблизился с группой дадаистов, познакомился и подружился с Брассаем. Создал портреты Мондриана, Александра Колдера, Марка Шагала, Сергея Эйзенштейна и др. Первая его персональная выставка (и вообще первая персональная выставка фотохудожника в мире) состоялась в авангардной парижской галерее «Весна священная» (1927), первый альбом «Дети» вышел в 1933. Также в 1933 году Кертес женился на Элизабет Сали. В 1933 создает серию ню «Искажения», в 1934 выпускает альбом «Париж глазами Андре Кертеса». С 1936 жил в Нью-Йорке, где и подписал договор о сотрудничестве с компанией Keystone. В 1937 году Андре начал работать с изданиями Vogue, Harper’s Bazaar. В 1944 получает гражданство США. Позже он решил вернуть из Парижа свои негативы, но при пересылке больше половины из них было утрачено. С 1949 по 1962 г. Кертес работал для издания Conde Nast.

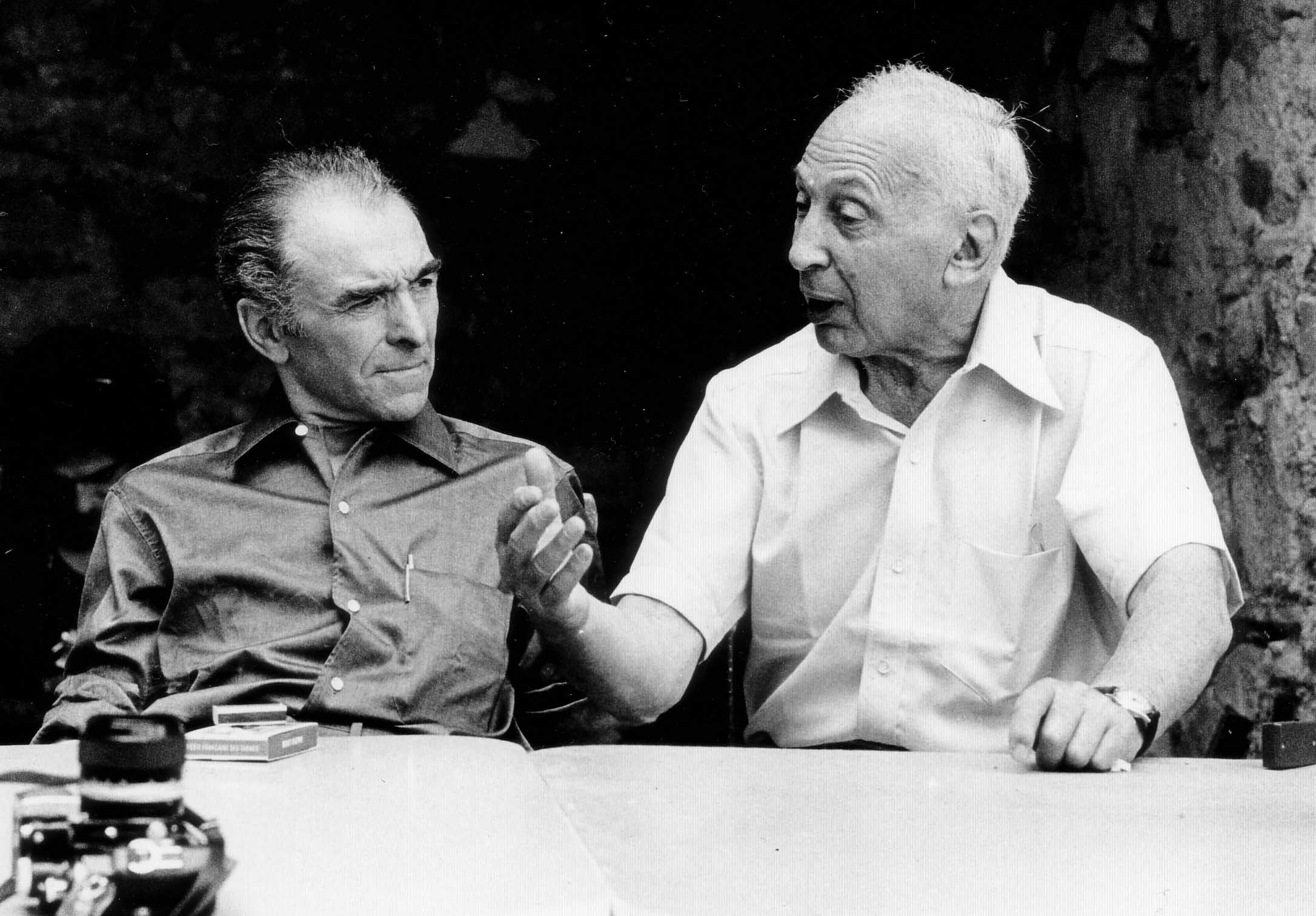
Робер Дуано (слева) и Андре Кертеc, Арль, 1975

## Творчество
Работы Кертеса отличаются изысканной простотой и выверенностью композиции, игрой природного света и тени, тумана и искусственного городского освещения, резко остраняющими ракурсами, съёмкой через стекло и другие преграды для «естественной» точки зрения. Его стилистика глубоко повлияла на многих крупных мастеров фотоискусства (в частности, на Картье-Брессона). Одними из ключевых в творчестве Кертеса являлись портреты читающих людей. Им была создана серия работ под общим названием On Reading (рус. О Чтении), которая успешно экспонировалась во многих галереях мира.

## Признание и наследие
В 1946 году персональная выставка Кертеса проходит в Художественном институте Чикаго. В 1963 была организована его большая ретроспективная экспозиция в Парижской Национальной библиотеке, в 1964 — в Музее современного искусства в Нью-Йорке. В 1983 был награждён орденом Почётного легиона, в 1984 завещал своё наследие (негативы и письма) французскому государству.
В честь Кертеса назван кратер на Меркурии.

## Альбомы и каталоги выставок
- A. Kertész: photographer/ John Szarkowski, ed. New York: Museum of Modern Art, 1964.
- From my window. Boston: New York Graphic Society, 1981
- Hungarian memories. Boston: Little, Brown, 1982
- André Kertész: of Paris and New York. Chicago: Art Institute of Chicago, 1985
- André Kertész, diary of light 1912—1985. New York: Aperture Foundation, 1987.
- Stranger to Paris: Au Sacre du Printemps Gallerie, 1927. Toronto: Jane Corkin Gallery, 1992
- Dans l’appartement d’André Kertész à New York. Budapest: Musée Hongrois de la Photographie: Institut Français de Budapest, 2001
- André Kertész/ Bourcier N., ed. Paris: Phaidon-Press, 2001
- Kertész, made in USA. Paris: Editions PC , 2003
- André Kertész. Нью-Йорк, International Center of Photography 16 сентября 2005 г. — 27 ноября 2005[12]